# Кильмезское (сельское поселение, Селтинский район)
Кильмезское — упразднённое муниципальное образование со статусом сельского поселения в Селтинском районе Удмуртии Российской Федерации.
Административный центр — село Селты.

## История
Статус и границы сельского поселения установлены Законом Удмуртской Республики от 28 января 2005 года № 1-РЗ «Об установлении границ муниципальных образований и наделении соответствующим статусом муниципальных образований на территории Селтинского района Удмуртской Республики».
Законом Удмуртской Республики от 05.04.2021 № 23-РЗ к 18 апреля 2021 года было упразднено в связи с преобразованием Селтинского района в муниципальный округ.

## Население
| 2010 | 2012 | 2013 | 2014 | 2015 | 2016 | 2017 |
| ---- | ---- | ---- | ---- | ---- | ---- | ---- |
| 1010 | ↘986 | ↘977 | ↘916 | ↘903 | ↘869 | ↘836 |
| 2018 | 2019 | 2020 |      |      |      |      |
| ↘819 | ↘808 | ↘803 |      |      |      |      |

## Состав сельского поселения
| №  | Населённый пункт     | Тип населённого пункта | Население |
| -- | -------------------- | ---------------------- | --------- |
| 1  | Большая Кильмезь-Бия | деревня                | ↘51       |
| 2  | Виняшур-Бия          | деревня                | ↘11       |
| 3  | Виняшур-Бия          | посёлок                | ↘32       |
| 4  | Головизнин Язок      | посёлок                | →156      |
| 5  | Дружный              | выселок                | ↘2        |
| 6  | Квашур               | деревня                | →40       |
| 7  | Лудзи-Жикья          | деревня                | ↘84       |
| 8  | Мадьярово            | деревня                | ↘220      |
| 9  | Малая Кильмезь-Бия   | деревня                | ↘40       |
| 10 | Малый Жайгил         | деревня                | ↘58       |
| 11 | Рязаново             | деревня                | ↘4        |
| 12 | Югдон                | посёлок                | ↘288      |